# 笏形蕈珊瑚
笏形蕈珊瑚（学名：Fungia (Pleuractis）为蕈珊瑚科蕈珊瑚屬下的一个种。